# Listă de partide politice din Maroc

### Partide mari
- Union Socialiste des Forces Populaires, Al ittihad alishtiraki lilqowati ashaabia)
- Parti Istiqlal/Parti d'Independence, Hizbo alistiklal)
- Parti de la Justice et du Développement, Hizbo alaadalati wa atanmia)
- Rassemblement National des Indépendents, alittihado alwatani lilahrar)

### Partide medii
- Mouvement Populaire, Alharaka ashaabia)
- Mouvement Nationale Populaire, Alharaka alwatania ashaabia)
- Union Constitutionelle, Alaitihad addostori)
- Parti National-Démocrate, Alhizbo alwatani addimoqrati)
- Front des Forces Démocratiques Jabhato alqiwa addimoqratia)
- Parti du Progrès et du Socialisme, Hizbo attaqadomi wa alishtirakia)
- Union Démocratique, alitihado addimoqrati)
- Mouvement Démocratique et Social, Alharaka addimoqratia wa ashabia)
- Parti Socialiste Démocratique, Alhizbo alishtiraki addimokrati)
- Parti Al Ahd, Hizbo alaahd)
- Alliance des Libertés, Rabitato alhouriates)

### Partide mici
- Parti de la Réforme et du Développement, Hizbo alisslahi wa attanmia)
- Parti de la Gauche Socialiste Unifiée, Hizbo alyassari alishtiraki almotahid)
- Parti Marocain Libéral, Alhizbo almaghribi allibirali)
- Forces Citoyennes, Alqiwa alwatania)
- Parti de l'Environnement et du Développement, Hizbo albaya wa attanmia)
- Parti Démocratique et de l'Indépendance, Hizbo ashoura wa alistiqlal)
- Parti du Congrès National Ittihadi Hizbo almotamari alwatani Ittihadi)